# Храм Різдва Пресвятої Богородиці (Черкаси)
Церква Різдва Пресвятої Богородиці — одина з церков міста Черкаси, до 2002 року головний кафедральний собор Черкаської єпархії Української православної церкви Московського патріархату.

## Історія

Вигляд на церкву (2018)

Історія храму представлена 3 будівлями. Існує легенда про освячення першої церкви відбулось в день звільнення від татаро-монгольської навали. Перша церква розташовувалась на розі сучасних бульвару Шевченка та вулиці Пастерівської. Саме це місце вважається початком міста. Навколишні вулиці носили назви Старо-Пречистенської (сучасна Пастерівська) та Ново-Пречистенської (Новопречистенська), що в зайвий раз вказувало на існування тут храму. Друга дерев'яна церква була збудована 1798 року у центрі Базарно-Різдвяної площі. У середині 19 століття була збудована нова церква, а стара розібрана. 1941 року храм був зруйнований при відступі радянських військ. Нині тут розташований багатоповерховий будинок. Церква була перенесена на сучасне місце. Рішенням Священного Синоду УПЦ МП, який проходив 27 грудня 2002 року у Києво-Печерській Лаврі, була відновлена роботу однойменного чоловічого монастиря.